# 카올라크

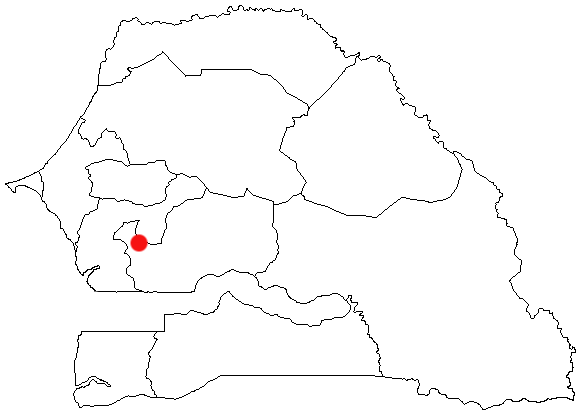
카올라크의 위치

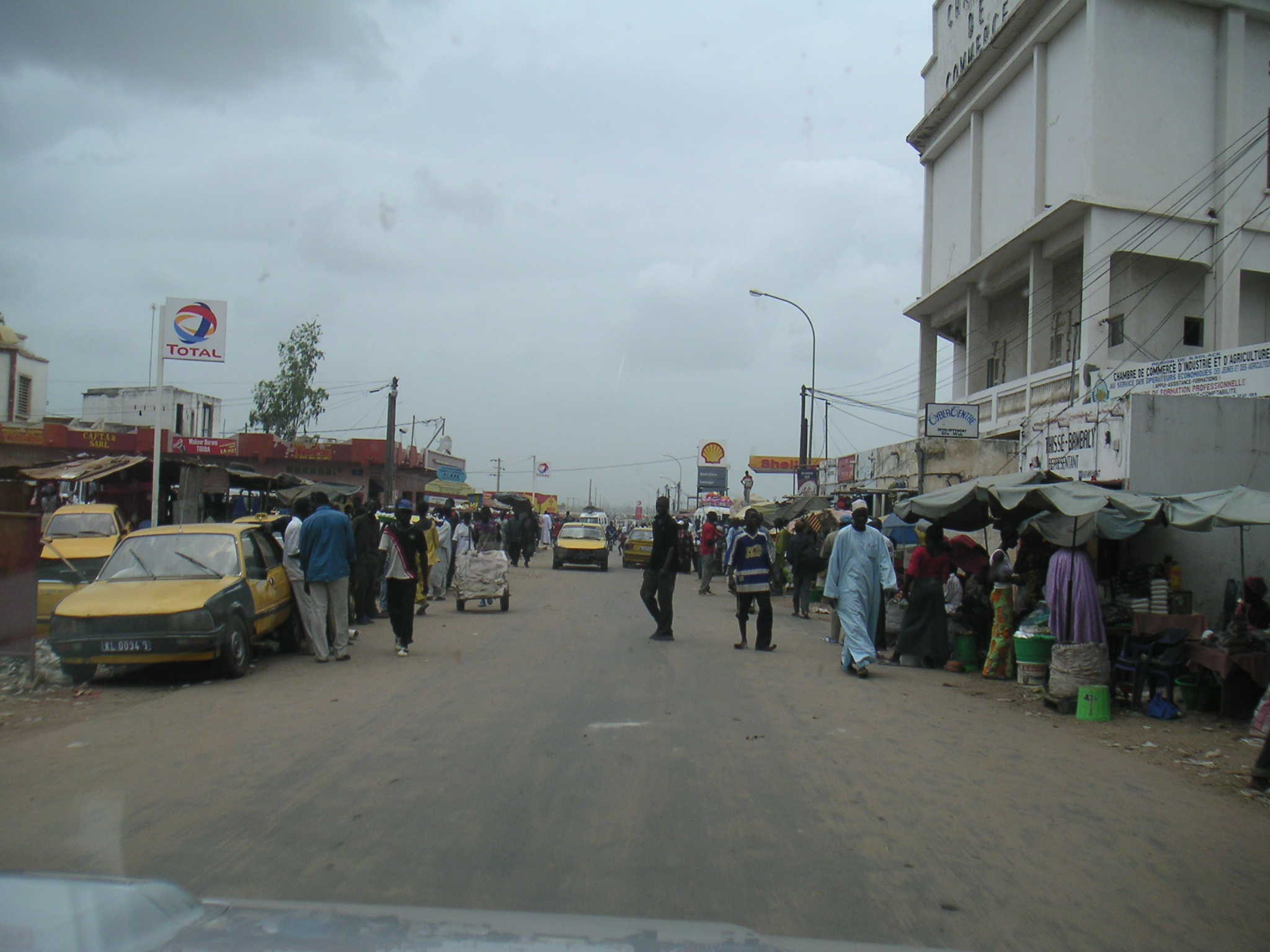
카올라크 시가지

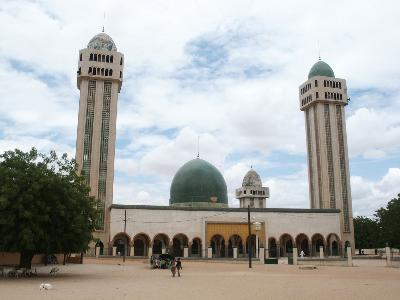
시내에 있는 모스크

카올라크(프랑스어: Kaolack)는 세네갈의 도시로, 카올라크 주의 주도이며 인구는 172,305명(2002년 기준)이다. 남쪽으로는 감비아와 국경을 접하며 세네갈의 주요 생산 품목인 땅콩 무역과 유통 산업이 발달했다. 모스크 등 이슬람 건축물이 많은 편이다.